# Steve Zolotow
Stephen Zolotow, detto Steve (New York, 30 marzo 1945), è un giocatore di poker statunitense.
In carriera ha vinto due braccialetti delle WSOP, e può vantare 42 ITM alle WSOP.
Al World Poker Tour ha disputato un tavolo finale, senza però riuscire a vincere. Ha tuttavia centrato 10 piazzamenti a premi.

## Braccialetti
| Anno | Torneo                   | Premio   |
| ---- | ------------------------ | -------- |
| 1995 | $5.000 Poker cinese      | $112.500 |
| 2001 | $3.000 Pot Limit Hold'em | $243.335 |